# 1064
| Calendário gregoriano                                                        | 1064 MLXIV                                           |
| Ab urbe condita                                                              | 1817                                                 |
| Calendário arménio                                                           | 513 – 514                                            |
| Calendário bahá'í                                                            | -780 – -779                                          |
| Calendário budista                                                           | 1608                                                 |
| Calendário chinês                                                            | 3760 – 3761 Início a 21 de janeiro (aproximadamente) |
| Calendário copta                                                             | 780 – 781                                            |
| Calendário etíope                                                            | 1056 – 1057                                          |
| Calendários hindus - Vikram Samvat - Calendário nacional indiano - Cáli Iuga | 1119 – 1120 985 – 986 4164 – 4165                    |
| Calendário Holoceno                                                          | 11064                                                |
| Calendário islâmico                                                          | 456 – 457                                            |
| Calendário judaico                                                           | 4824 – 4825                                          |
| Calendário persa                                                             | 442 – 443                                            |
| Calendário rúnico                                                            | 1314                                                 |
| Calendário solar tailandês                                                   | 1607                                                 |

1064 (MLXIV, na numeração romana) foi um ano bissexto do século XI do Calendário Juliano, da Era de Cristo, e as suas letras dominicais foram D e C (53 semanas), teve  início a uma quinta-feira e terminou a uma sexta-feira.
No território que viria a ser o reino de Portugal estava em vigor a Era de César que já contava 1102 anos.
| Ano completo                           |
| -------------------------------------- |
| Ano bissexto com início à quinta-feira |

## Eventos
- Reconquista de Coimbra pelo moçárabe Sesnando Davides. Fernando Magno nomeia-o governador com o título de Conde de Coimbra.
- O Conde Sesnando Davides funda em Coimbra a primeira escola oficial em Portugal.

## Mortes
- Alberto II de Namur, Conde de Namur n. 1000.